# Christine Ohuruogu
Christine Ijeoma Ohuruogu MBE (Londres, 17 de maio de 1984) é uma velocista britânica, campeã olímpica e mundial, especialista nos 400 metros rasos.
Filha de pais nigerianos emigrados para o Reino Unido, tornou-se campeã mundial em Osaka 2007 e campeã olímpica em Pequim 2008. Em Londres 2012 ficou com a medalha de prata na mesma prova e no ano seguinte, em Moscou 2013, foi novamente campeã mundial dos 400 m seis anos depois de seu primeiro título em Osaka, no Japão, num prova decidida na fotografia, em que ficou com o mesmo tempo oficial da botsuana Amantle Montsho, campeã mundial em Daegu 2011, mas com uma vantagem, anunciada após deliberação dos fiscais e controladores da prova, de 4/1000 de segundo.
Ela competiu na Rio 2016, conquistando a medalha de bronze no revezamento 4x400m.